# Бозану
Бозану (порт. Bozano)  —  муниципалитет в Бразилии, входит в штат Риу-Гранди-ду-Сул. Составная часть мезорегиона Северо-запад штата Риу-Гранди-ду-Сул. Входит в экономико-статистический  микрорегион Ижуи. Население составляет 2296 человек на 2007 год. Занимает площадь 201,039 км². Плотность населения — 12,3 чел./км².

## Статистика
- Валовой внутренний продукт на 2003 составляет 45.674.236,00 реалов (данные: Бразильский институт географии и статистики).
- Валовой внутренний продукт на душу населения на 2003 составляет 18.959,83 реалов (данные: Бразильский институт географии и статистики).

## География
Климат местности: субтропический гумидный.